# 라완다 페이지

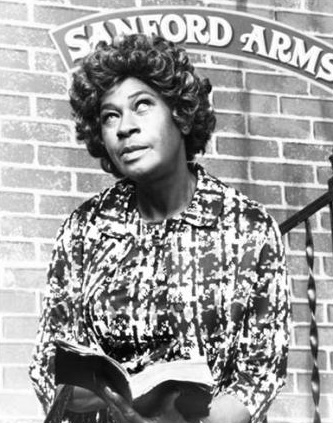

라완다 페이지(LaWanda Page, 1920년 10월 19일 ~ 2002년 9월 14일)는 미국의 배우, 텔레비전 배우, 영화배우이다.
클리블랜드에서 태어났으며 할리우드에서 사망하였다. 사인은 당뇨병이다.

## 영화
- 돈 비 어 메니스 투 사우스 센트럴 와일 드링킹 유어 쥬스 인 더 후드 (1996년)
- 프라이데이 (1995년)
- CB4 (1993년)
- 나의 푸른 하늘 (1990년)
- 블랙 엔젤 (1983년)
- 바니의 소동 (1982년)
- 배드 캣츠 (1980년)
- 샌포드 앤 선 (1972년)